# Benjamin Hillel

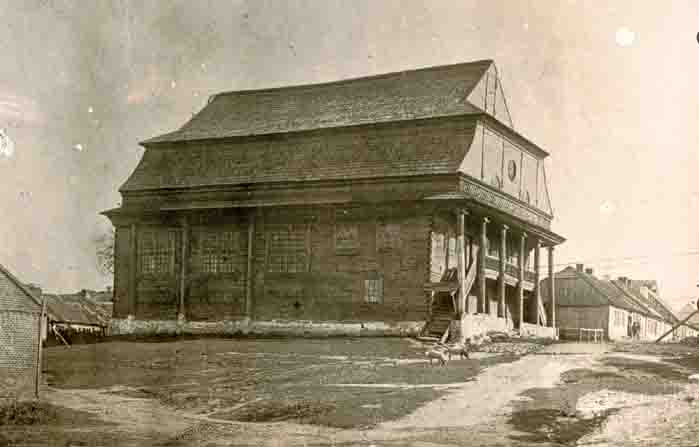
Synagoga w Lutomiersku

Benjamin Hillel (XVIII wiek) – pochodzący z Łaska żydowski budowniczy działający w Sieradzkiem w czasach Stanisława Augusta Poniatowskiego.

## Życiorys
Jego dziełem była drewniana Synagoga w Lutomiersku, która spłonęła podczas I wojny światowej. Hillel zabił się, spadając z rusztowania budowanej przez siebie drewnianej synagogi w Złoczewie. Został pochowany na złoczewskim kirkucie.